# Directory of Open Access Journals
Directory of Open Access Journals (DOAJ, česky Adresář časopisů s otevřeným přístupem) je webový projekt, jehož snahou je poskytovat seznam co největšího množství tzv. otevřených časopisů. Je spravován švédskou Lund University. Otevřené časopisy projekt definuje jako „časopisy, které používají takový model financování, který nevyžaduje po čtenářích nebo jejich institucích platbu za přístup“.
První diskuze o DOAJ se vedla roku 2002 na První skandinávské konferenci o akademické komunikaci (First Nordic Conference on Scholarly Communication) v Lundu a Kodani, kde byl projekt schválen jako prospěšný výzkumu a vědecké komunitě.
K prosinci 2012 zahrnovala databáze DOAJ více než 8 500 časopisů, v roce 2022 již 18 422 časopisů. Cílem adresáře je „zvýšit viditelnost a jednoduchost použití vědeckých a odborných časopisů s otevřeným přístupem, a tím podpořit jejich větší využití a dopad“.
Systém DOAJ nabízí uživateli vyhledávání OA časopisů, dále u některých časopisů i vyhledávání na úrovni článků (takové časopisy jsou označeny ikonou „DOAJ content“). Uživatel má možnost nahlížet pomocí metody browsingu do jednotlivých oborových kategorií, do kterých jsou registrované časopisy řazeny. Záznam časopisu v databázi obsahuje název, identifikátor ISSN, označení oborové kategorie, jméno vydavatele, zemi původu, jazyk časopisu, klíčová slova, rok od kterého časopis vychází a informaci o poplatku, tzv. „publication fee“.

## Pokrytí
DOAJ se snaží do své databáze zařazovat všechny vědecké a akademické časopisy, které jsou přístupné bez jakéhokoli poplatku a splňují pravidla přístupu Open Access.
Přijímány jsou jakékoli jazykové verze časopisů a všechen jejich obsah by měl být dostupný v plném textu. Další podmínkou je okamžitá přístupnost časopisu (nesmí být zveřejňován pro otevřený přístup se zpožděním, např. vlivem embarga vydavatele).
Časopis musí mít přiřazený identifikátor ISSN.
Pro zajištění vysoké kvality časopisů je nutné, aby články procházely kontrolou – posouzení editorem a/nebo recenzním řízením.